# Vào đời
Vào đời là một cuốn tiểu thuyết của nhà văn Hà Minh Tuân, xuất bản lần đầu năm 1963 bởi Nhà xuất bản Văn học, Hội Nhà văn Việt Nam. Thời điểm mới ra mắt, tác phẩm từng trở thành tâm điểm chỉ trích nặng nề bởi giới văn nghệ lẫn báo chí miền Bắc Việt Nam vì nội dung phản ánh chân thực không khí xã hội thời kỳ phục hồi kinh tế. Cuốn sách bị coi là một "vụ án văn học" lớn kể từ phong trào Nhân Văn – Giai Phẩm và đã tạo ra những hệ lụy đáng kể tới cuộc đời cùng sự nghiệp văn chương của Hà Minh Tuân. Phải nhờ những cải cách trong thời kỳ Đổi Mới, sách mới được tái bản vào năm 1991.

## Nội dung
Đặt trong bối cảnh cuối những năm thập niên 1950, Sen là một cô thiếu nữ sinh ra trong gia đình công chức ở Hà Nội. Vì nhà nghèo nên Sen đã phải lỡ dở việc học, từ bỏ giấc mơ sư phạm để đi kiếm tiền phụ nuôi hai em nhỏ. Tuy nhiên, bố mẹ Sen lại muốn ép cô kết hôn với một bác sĩ vừa mất vợ. Sen từ chối và bỏ nhà trong đêm đi lập nghiệp nơi khác. Nhờ lời gợi ý của cô bạn Loan, Sen đăng ký vào làm cho một công trường xây dựng nhà máy cơ khí hiện đại mang tên Tháng Tám ở ngoại thành Hà Nội.
Thời gian đầu đến đây, vì bỡ ngỡ trước môi trường mới, những công việc nặng nhọc đã choán hết sức lực của Sen và khiến cô nhiều lúc suy tưởng tới việc bỏ về nhà. Nhờ sự hỗ trợ từ bí thư chi đoàn Trần Lưu cùng chị đồng nghiệp Bổn, Sen dần làm quen với nếp sinh hoạt lao động tập thể và được điều làm giáo viên dạy văn hóa cho các nhân viên công trường. Trần Lưu cũng thầm đem lòng cảm mến nghị lực của Sen, nhưng lại không đủ can đảm để nói thành lời.
Bi kịch một ngày nọ ập đến khi trong một lần đi trên đường khuya về, Sen bị hai tên công nhân là Mai và Song bịt mắt rồi giở trò đồi bại, hãm hiếp khiến cô mang thai. Giữa những ngày nằm sốt li bì vì ốm, Sen âm thầm mang niềm đau xót tủi hổ cho riêng mình. Không lâu sau, Sen được cử đi học cơ khí để về phục vụ cho phân xưởng mới xây xong. Thời gian này cô đã làm quen và nảy sinh tình cảm với Hiếu, một đại đội trưởng chuyển ngành và là đồng lớp của Sen. Hiếu chấp nhận đứa con trong bụng Sen lúc biết sự tình, rồi cả hai đi đến kết hôn với nhau.
Bắt đầu cuộc sống mới khi cùng chồng làm việc tại nhà máy cơ khí Tháng Tám, Sen đã lao động miệt mài không kể ngày đêm và đạt được nhiều thành tích trong công việc. Trong khi đó, Hiếu lại dần tha hóa, biến chất trong suy nghĩ và hành động, một phần là vì cái chết oan của người bố trong Cải cách ruộng đất, phần khác là sự dụ dỗ, a dua của Mai và Song vận động chống lại lãnh đạo quan liêu trong nhà máy. Những xung đột về tư tưởng khiến mối quan hệ vợ chồng giữa Sen và Hiếu ngày càng xa cách. 
Sau khi Sen sinh tiếp đứa con trai thứ hai tên Học, Hiếu bỏ bê gia đình, đàn đúm với hội bạn Mai – Song làm nhiều chuyện sai trái bất chấp sự khuyên can của vợ. Vì nghi ngờ Sen có tình ý với Trần Lưu, cơn giận trong Hiếu ngày càng dâng lên. Anh không còn giữ được lời hứa với Sen, cũng như luôn đay nghiến cô về nỗi đau trong quá khứ. Rồi một ngày, bất ngờ bé Học bị bại liệt. Hiếu khi biết tin không những không thông cảm với Sen mà còn cho rằng cô đã thông đồng với Trần Lưu để giết con, sau đó anh bỏ nhà đi. Không lâu sau, những việc làm mờ ám của Hiếu – Mai – Song đã lộ tẩy. Hiếu bị khai trừ khỏi nhà máy và phải lao động cải tạo tại một nông trường trên Tây Bắc. Những biến cố dồn dập ập đến tưởng chừng phải khiến Sen gục ngã trước số phận. Nhưng cô vẫn toàn tâm toàn ý cống hiến sức lực và thời gian cho công việc, để rồi được lên báo, được vinh danh là "chiến sĩ thi đua". Kết truyện, Trần Lưu mạnh dạn gửi một bức thư đến Sen, bày tỏ tình cảm thầm kín bấy lâu nay dành cho cô. Tuy nhiên trong thâm tâm, Sen đã từ chối vì mặc cảm với thân phận của mình.

## Nhân vật
- Lê Thị Sen: nhân vật chính của truyện. Cô xuất thân từ gia đình nhà giáo, sau bỏ nhà đi gánh vữa công trường rồi trở thành một thợ tiện lành nghề. Sen đã kết hôn với Hiếu khi vẫn đang mang bé Hồng – là kết quả của một vụ hiếp dâm. Cả hai cũng có người con trai chung tên Học.
- Trần Lưu: một bộ đội chuyển ngành, vừa làm thợ doa vừa kiêm cả bí thư đoàn thanh niên công trường. Tuy trong công việc Lưu rất nghiêm túc và hăng hái nhưng trong tình yêu anh lại rất "nhát gái". Lưu từng có người yêu tên Muôn nhưng đã mất do bị máy bay địch bắn chết. Anh đem lòng yêu thầm Sen vì cô có nét giống Muôn và cũng vì sự hăng say trong lao động của cô.
- Đặng Đình Hiếu: từng là đại đội trưởng của một trung đoàn nhưng đã bị hạ tầng công tác vì tính nóng nảy của mình. Hiếu gây được ấn tượng ban đầu với Sen khi cô biết anh từng công tác chung cùng Trà – anh trai của Sen và là một liệt sĩ. Sau đó, cả hai thành hôn với nhau. Cái chết của người cha do bị quy sai thành phần địa chủ trong cuộc Cải cách ruộng đất đã ám ảnh tâm trí Hiếu, khiến trong anh luôn có hai mảng sáng tối: khi thì hào hiệp vui vẻ, lúc lại chán nản bất cần.
- Nguyễn Mai: tên thật là Võ Cảnh, từng làm con của lính Pháp. Về sau, anh gia nhập Quân đội Nhân dân Việt Nam. Anh đã đánh tráo giấy tờ với một thương binh sắp chết để cướp chiến công, rồi đổi tên thành Mai. Nhân vật này là một người lười nhác, luôn có suy nghĩ chệch khỏi cách mạng, có hành vi tán tỉnh và sàm sỡ các cô gái trong phân xưởng. Chính Mai sau này đã cấu kết với đồng bọn Nguyễn Song để lập kế hoạch hãm hiếp Sen trong đêm.
- Bổn: đồng nghiệp của Sen, có chồng là một quân nhân nhưng đã mất vì chiến tranh. Cô luôn đồng hành, hỗ trợ Sen trong những bước đường vào đời và trưởng thành tại nhà máy.
- Loan: bạn thân của Sen. Là giáo viên sinh ra trong một gia đình khá giả, có điều kiện, cô đã khuyến khích Sen đi đăng ký làm việc ở công trường nhà máy cơ khí và thông báo với Sen về tình hình cha mẹ ở nhà.
- Bác Biền: một người thợ già dặn và là cựu chiến binh. Ông từng lập gia đình, nhưng vợ con ông sau này đều không may mắn qua đời trong chiến tranh. Bác Biền là người đã truyền dạy rất nhiều kinh nghiệm cho Sen cùng các hậu bối trong xưởng, cũng như hoạt động sôi nổi với công tác của nhà máy.

## Bối cảnh và xuất bản
Giai đoạn 1960–1975, văn học cách mạng Việt Nam chứng kiến sự ra đời của nhiều tác phẩm về đề tài "xây dựng xã hội chủ nghĩa" theo định hướng từ giới cầm quyền. Các tác giả Nguyễn Khải, Võ Huy Tâm, Chu Văn đã xuất bản một số tiểu thuyết liên quan đến chủ đề trên. Mặc dù miền Bắc Việt Nam lúc đầu vẫn đang trong không khí xây dựng đất nước, phục hồi kinh tế, song sự chống đối lẫn nhau giữa hai nước lớn thuộc khối xã hội chủ nghĩa là Liên Xô và Trung Quốc xoay quanh chủ nghĩa xét lại và chủ nghĩa giáo điều khi đó cũng đã ít nhiều tác động đến đời sống chính trị Việt Nam, bao gồm cả giới phê bình nghệ thuật.
Vào mùa hè năm 1963, sau vụ án Nhân Văn – Giai Phẩm, Đảng Lao động Việt Nam tiếp tục phát động một chiến dịch đặc biệt trên báo chí, vạch trần những khuynh hướng văn học và nghệ thuật có biểu hiện tán thành tư tưởng "không phù hợp". Theo nhà nghiên cứu Martin Grossheim (2013), chiến dịch này phản ánh đường lối quân phiệt của Đảng trong việc xây dựng đất nước chủ nghĩa xã hội và thống nhất hai miền bằng vũ lực. Hàng loạt các tác phẩm như Mở hầm (Nguyễn Dậu), Những người thợ mỏ (Nguyễn Huy Tâm), Anh Cò Lấm (Trần Bá Xá) hay Đống rác cũ (Nguyễn Công Hoan) đã bị đưa vào vòng phê phán và bị cho là sáng tác có "vấn đề", "ảnh hưởng của chủ nghĩa xét lại".
Cuối thập niên 1960, Hà Minh Tuân chuyển ngành từ quân đội sang làm giám đốc Nhà xuất bản Văn học (cũ), một cơ sở được thành lập sau vụ Nhân Văn – Giai Phẩm. Trước Vào đời, ông từng có trong tay hai cuốn tiểu thuyết sử thi Trong lòng Hà Nội (1957) và Hai trận tuyến (1960) – đều là những tác phẩm ngợi ca và nhận về sự phê bình tích cực từ công chúng. Năm 1963, sau sự kiện sáp nhập Nhà xuất bản Văn học (cũ) và Nhà xuất bản Văn hóa thành Nhà xuất bản Văn học (mới), các nhân sự của Nhà xuất bản Văn học cũ từ trụ sở 38 phố Hai Bà Trưng đã chuyển về tòa biệt thự 49 Trần Hưng Đạo. Hà Minh Tuân vẫn tiếp tục đảm nhận chức vụ giám đốc. Ông đã cho in tiểu thuyết thứ ba của mình mang tên Vào đời. Vào đời trước đó được viết trong hai năm 1962–1963. Sách in tại nhà máy Tiến Bộ, xong trong tháng 4 năm 1963 rồi nộp lưu chiểu cùng tháng. Điều này có nghĩa là cuốn sách – với độ dài 330 trang và 32 chương – đã ra mắt tại Hà Nội từ đầu quý II năm 1963. Vì nhận thức được rằng rất có thể tác phẩm của mình sẽ không được phép phát hành khi qua khâu biên tập, Hà Minh Tuân đã tự ký giấy ấn hành Vào đời với tư cách là giám đốc nhà xuất bản.

## Phân tích
Âm hưởng chủ đạo của Vào đời là "ca ngợi và khẳng định sự chiến thắng, vươn lên của con người trước mọi hoàn cảnh", gắn liền với "thái độ phê phán những khía cạnh tiêu cực của hiện thực xã hội". Trong tiểu thuyết này, tác giả đã gợi lên không khí thi đua sản xuất và tình cảm hữu ái giữa người và người với nhau, sự hỗ trợ của các nhân vật dành cho Sen trên bước đường vào đời. Điều này được thể hiện qua các không gian đại cảnh chi phối toàn bộ tác phẩm như trong công trường nhà máy, nhà máy và những đại hội thi đua. Theo nhà văn Tô Hoài, khi viết cuốn tiểu thuyết này, Hà Minh Tuân đã chịu ảnh hưởng lớn từ một số tiểu thuyết Ba Lan mà tiêu biểu là Mùa gặt. Chính tác giả cho biết những câu chuyện được khắc họa đều xuất phát từ hoàn cảnh có thực và không hư cấu; tất cả thu thập từ một chuyến đi thực tế của ông đến nhà máy cơ khí Trung quy mô. Hà Minh Tuân đã được cấp chiếc thẻ ra vào, một chiếc giường con và bàn viết.
Ở mặt tiêu cực của Vào đời, nhà văn không né tránh khi "thể hiện bộ mặt xã hội và tương quan giai cấp trong một thời kỳ lịch sử". Ông đặt trọng tâm câu chuyện vào Sen – như là đại diện cho cả một thế hệ thanh niên "đang sa lầy". Nhà văn đã dựng lên hai tuyến nhân vật tốt và xấu trong truyện: một bên là những mối quan hệ yêu thương đùm bọc nhau, còn một bên là tầng lớp lãnh đạo quan liêu trong xưởng cơ khí; những cảnh ngộ lầm than bởi xã hội thời kỳ quá độ xã hội chủ nghĩa. Trong đó, quan liêu và chống quan liêu được đặt làm vấn đề "then chốt" xuyên suốt nội dung tiểu thuyết. Dưới ngòi bút của Hà Minh Tuân, bầu không khí "ảm đạm" của Hà Nội cũng được đặc tả rõ nét qua những đoạn miêu tả tình hình sinh hoạt người dân thành phố. Một điều đáng chú ý khác ở tác phẩm này là ông đã tập trung khắc họa các nhân vật phản diện, vốn là điều bị hạn chế trong văn học Việt Nam thập niên 1960–70.
Có những chi tiết tiêu cực được Hà Minh Tuân miêu tả trong truyện đã khiến ông vướng phải tranh cãi. Chi tiết đầu tiên là việc đề cập tới sai lầm trong cuộc Cải cách ruộng đất, với việc dẫn ra tình tiết bố của nhân vật Hiếu là một bộ đội phục viên nhưng bị quy sai thành phần địa chủ mà uất ức thắt cổ tự tử, từ đó gây nên những diễn biến trong con người nhân vật này khi "không đủ sáng suốt và bình tĩnh để lý sự rạch ròi về những chuyện sai lầm đã xảy ra trong cải cách ruộng đất". Nhà văn cũng nhắc đến vấn nạn hiếp dâm ở mức độ "khá nghiêm trọng" tại Việt Nam những năm giữa thế kỷ 20, khi đặt ra tình tiết nhân vật chính Sen vì bị cưỡng bức bởi hai công nhân mà có bầu. Hay chi tiết lãnh đạo đuổi việc công nhân, bắt giam công nhân và đánh đập; công nhân biểu tình đòi bắt "bỏ rọ" chủ nhà máy hoặc chi tiết nhân vật phản diện giả làm trung tá, đại tá đi tống tiền, lừa tình cũng được cho là nguyên do gây "nhiễu" những cái được của tiểu thuyết. Với lối tư duy nhị nguyên của đại đa số người dân lúc đó, trong bối cảnh xã hội đó, Vào đời vì vậy sớm trở thành tâm điểm của những phê bình thời điểm ra đời.

## Tiếp nhận

### Đương thời

#### Miền Bắc Việt Nam
Mai Ngữ, 
Khi mới ra mắt, Vào đời không có quá nhiều dư luận để tâm, ngoại trừ một bài báo đăng trên tờ Tiền phong phê bình tác phẩm. Chỉ đến khi một chính khách lớn thời đó là tướng Nguyễn Chí Thanh đọc được cuốn sách rồi chuyển vấn đề văn học thành vấn đề chính trị, phát động chiến dịch "đánh Vào đời" thì sự việc mới được mổ xẻ đồng loạt bởi báo chí miền Bắc. Vào đời đã trở thành trường hợp tiêu biểu hơn cả so với đợt phê phán các tác phẩm khác cùng thời khi rơi vào tầm chỉ trích của vô số cơ quan ngôn luận từ Trung ương đến thành phố. Tất thảy đều tập trung chỉ trích điểm nhìn và những tình huống trong cuốn tiểu thuyết, đặc biệt là tình tiết liên quan đến vụ Cải cách ruộng đất. Một đợt phê phán Vào đời trên diện rộng đã diễn ra trong hơn 2 tháng, bắt đầu từ bài báo sớm nhất đăng ngày 13 tháng 6 năm 1963 và bài cuối cùng là trên tuần báo Văn nghệ ngày 16 tháng 8 năm 1963.
Theo ước tính của nhà văn Mai Ngữ, có đến 60 bài viết liên tục xuất hiện trên vô số tờ báo, tạp chí khác nhau hướng mũi công kích vào Vào đời. Cao điểm, trong vòng hơn một tháng đã có 46 bài báo được đăng tải. Tổng cộng số bài phê bình Vào đời, chỉ trong năm 1963, gần chạm mốc trăm bài hoặc hơn. Tuy nhiên những bài không được đăng lên báo còn lớn hơn rất nhiều. Đơn cử, Tiền phong ghi nhận "mỗi ngày nhận được từ 20 đến 30 bài của thanh niên thuộc đủ các thành phần xã hội [...] gửi đến phát biểu ý kiến phê phán cuốn tiểu thuyết này". Tiểu thuyết đã bị phê bình một cách gay gắt, bị quy kết theo cách vô cùng nặng nề khi bị cho là mang nặng tư tưởng xét lại hiện đại; chủ nghĩa cá nhân "suy bại và yếu ớt"; "phi vô sản, phi mác-xít". Cuốn sách hầu như không được ra mắt sâu rộng mà chỉ bị đưa ra làm một trường hợp để nhắc nhở với tinh thần phê phán, bị coi là một "con bệnh nguy hiểm" được "tập trung mổ xẻ" với các lý do gồm: "thiếu tính Đảng, xuyên tạc sự thật, bôi đen chế độ, bóp méo hình ảnh người lính cách mạng". Có ý kiến mạnh bạo hơn còn xếp Vào đời vào hàng "phản động", hay truyện mang "tư tưởng, thế giới quan tiểu tư sản" gắn với "triết lý hưởng lạc, sa đoạ, lối sống gấp kiểu Mĩ"".
Bên cạnh tính tư tưởng trong nội dung, Vào đời cũng bị xem là một quyển truyện "kém cỏi" về mặt phản ánh hiện thực nghệ thuật lẫn xây dựng tình tiết, nhân vật. Tiêu biểu, nhà văn Nguyễn Đình Thi – chủ nhiệm của báo Văn nghệ – đã viết một bài tự phê bình đồng nghiệp của mình, chỉ ra những khuyết điểm trong tác phẩm như "viết sơ sài và bằng phẳng"; "nhiều nét chi tiết rải rác, có chi tiết lắp đi lắp lại, có chi tiết đưa ra tùy tiện, chẳng dính dáng gì đến cốt truyện"; "cố thêu dệt nhiều tình tiết éo le, gai góc, pha vào truyện những chất 'lâm ly hấp dẫn' [...] làm cho người đọc phát ngán và bực bội". Ông cũng chỉ trích Hà Minh Tuân đã "chắp vá đủ thứ chi tiết và hiện tượng, lượm lặt lung tung" vì sự non yếu trong tay nghề và "nghèo vốn sống, thiếu hiểu biết về thực tế ở công trường nhà máy".
Trong số những luồng ý kiến chỉ trích Vào đời, hầu hết tác giả của chúng là cán bộ làm công tác tư tưởng ở các cơ sở sản xuất; những nhân vật của Đoàn thanh niên, Công đoàn công tác lý luận, mặt trận; những người tự xưng là quân nhân, còn tại ngũ hay đã chuyển ngành. Tất cả đều chỉ dùng biệt hiệu và không dùng tên thật. Những tờ báo vào cuộc hăng hái cũng đều xuất phát trong giới này như Lao Động, Cứu Quốc. Riêng Tiền phong thì đưa tin nhiều nhất với gần 10 bài báo dài. Những ý kiến từ dư luận đã trở thành tiên phong và mang yếu tố quyết định, lôi cuốn giới văn nghệ sĩ phải vào cuộc để chỉ trích Vào đời. Các nhà phê bình văn học Hồng Chương, Như Phong là những cái tên đã phê phán Vào đời sớm nhất và tích cực nhất. Ngay cả báo Văn nghệ cũng phải lên tiếng xin lỗi vì thời điểm ra mắt sách đã không lớn tiếng phê phán mà chỉ viết bài điểm sách và phê phán lướt qua "nhẹ nhàng".
Vào tối ngày 3 tháng 7 năm 1963, Nguyễn Đình Thi, Nguyễn Tuân, Kim Lân và vô số nhà văn khác đã họp tại trụ sở Hội Nhà văn ở số 65 phố Nguyễn Du, Hà Nội để phê phán và chỉ ra những "sai lầm nghiêm trọng" trong tư tưởng của Vào đời, sau phần trình bày của Hà Minh Tuân. Vì áp lực dư luận, nhất là sau hai bài báo trên tờ Nhân Dân cùng đặt ra câu hỏi về trách nhiệm của đơn vị xuất bản sách, ngày 6 tháng 7 năm 1963, tân giám đốc Nhà xuất bản Văn học (mới) Hoàng Trung Thông phải tiếp tục tự phê bình khuyết điểm của nhà xuất bản và người tiền nhiệm đối với việc in cuốn Vào đời trước toàn thể các đồng chí khác tại Hội nghị thường vụ Hội Nhà văn Việt Nam.

#### Miền Nam Việt Nam
Trong dư luận miền Nam, vụ Vào đời không thực sự được nhiều người biết đến, ngoại trừ một bài nhận xét dài của tác giả Sông Thai viết cho tạp chí Văn Học (1966). Trong đó, ông đã xem Vào đời là một "thành công mới" của Hà Minh Tuân vì sự "cân đối giữa nội dung tư tưởng và hình thức nghệ thuật", công nhận tác phẩm khi "không bóp méo sự thật và thiếu thành thực để thổi phồng những cái lẻ tẻ thành rộng lớn, bao trùm", đồng thời có tác dụng "khai thông cho những xu thế bế tắc, trốn tránh, hoặc xu nịnh, tô hồng xã hội". Người viết cũng mỉa mai thái độ của chính quyền miền Bắc với tác phẩm và tác giả, từ đó cho thấy một nhà văn còn giữ được "lương tâm, [...] bất chấp mọi đe dọa, cực hình của những bàn tay hung hãn luôn luôn can thiệp vào văn nghệ".

### Hậu thế
Sau khi bước vào thời kỳ Đổi Mới, giới phê bình văn học Việt Nam đã có những quan điểm khách quan hơn với Vào đời. Cuốn sách được coi là tác phẩm "vượt lên trước tín hiệu cho phép" khi "phản ánh trung thực" những khía cạnh lúc đó bị coi là sai lệch nhưng đã trở thành những vấn đề còn tồn tại trong xã hội Việt Nam cho tới nhiều thập kỷ sau, cho thấy tinh thần "dự báo hiện thực" của tiểu thuyết. Đối với Lại Nguyên Ân (2015), ông xem Vào đời là một tác phẩm "không nên xem thường" khi từng gây sóng gió dư luận giữa những năm 1960 bởi "động tới những gì không hề là bề ngoài của đời sống xã hội đương thời", hay ít nhất là "thách thức những cái nhìn đang bị quy phạm hóa theo những giáo điều". Tiến sĩ Nguyễn Lương Hải Khôi của Đại học Oregon (2021) thì so sánh Vào đời với Anh Cò Lấm của Trần Bá Xá và Sắp cưới của Vũ Bão, trong đó nhận định tác phẩm của Hà Minh Tuân đã tái hiện rõ ràng hơn những "chấn thương tinh thần" trong thế giới xã hội chủ nghĩa ở miền Bắc so với hai tác phẩm còn lại; với nhân vật Sen bị "đẩy vào bước đường cùng", chồng cô bị tổn thương bởi Cải cách ruộng đất mà "ghê tởm xã hội phong kiến trá hình" rồi đi vào con đường chống đối, bị tù tội.
Khía cạnh dư luận của Vào đời cũng được nhiều học giả đưa ra phân tích và liên hệ. Viết trong một bài nghiên cứu đăng trên tập san Journal of Vietnamese Studies, tác giả Grossheim đã nhìn nhận việc Hà Minh Tuân và cuốn Vào đời của ông bị rơi vào "tầm ngắm" dù là một đảng viên trung thành đã cho thấy sự "nghịch lý". Theo Giáo sư Trần Đình Sử, việc tiểu thuyết bị cho là "miêu tả không chân thực" đã cho thấy sự "áp đặt tư duy" trong việc quy định sẵn bản chất, và khi tác phẩm viết khác đi bản chất này thì bị cho là không chân thực, khiến sự chân thực "không khách quan". Học giả Ngô Văn Tuần (2013) cũng phân tích về chất lượng nội dung và phương pháp phê bình của các bài phê phán văn học với Vào đời. Theo đó, tác giả nhận định tất cả những bài viết này là tiêu biểu cho lối "phê bình suy diễn" từ ấn tượng của chủ quan người viết mà không thông qua phân tích nội dung, cấu trúc truyện; lối "nói theo" khi hầu hết chúng đều có chung một luận điểm, giọng văn giống nhau; và việc các tác giả chỉ "bắt lấy" một vài chi tiết nhà văn nói về vấn đề tiêu cực để gán ghép cho tác phẩm không nằm trong chỉnh thể nội dung của truyện. Người viết nhấn mạnh rằng việc thiếu tính dân chủ, sự đối thoại giữa giới phê bình và nghệ sĩ đã trở thành điểm thiếu sót đáng kể nhất trong cuộc phê bình này, không phát huy được sự phát triển của chức năng phê bình văn học.
Tuy vậy, vẫn có những cây bút phê bình tác phẩm về phương diện biểu hiện, lối viết. Viết trên Tạp chí Văn học năm 1998, nhà phê bình Trần Trọng Đăng Đàn đã nhìn nhận Vào đời là một tác phẩm "không tốt" vì gây "hiệu quả xấu cho quần chúng độc giả", dù vẫn ghi nhận ý định ban đầu của tác giả khi bắt tay vào việc xây dựng nên tác phẩm. Trong khi đó, nhà văn Vũ Thư Hiên trong cuốn hồi ký Đêm giữa ban ngày đánh giá Vào đời là một "bước lùi về tay nghề của Hà Minh Tuân" về mặt bút pháp, nhận xét rằng truyện mới chỉ chạm "sơ sơ" đến những tiêu cực trong xã hội Việt Nam đương thời. Tác giả Trần Thư cuốn Tử tù xử lí nội bộ đồng quan điểm, nhận xét tác giả viết không hay và "nhiều chỗ sượng", cũng như cho rằng nếu Vào đời không vướng phải vụ phê phán thì cuốn sách "chắc cũng có ít độc giả".

## Tác động và di sản
Lời giới thiệu của nhà xuất bản cuốn Vào đời, in ở phần bìa sách tái bản năm 1991

Ấn bản Vào đời năm 1991

Cuốn sách đã gây ra những ảnh hưởng tiêu cực tới sự nghiệp văn chương và gia đình của Hà Minh Tuân. Sau vụ việc này, ông bị giáng hai cấp trong quân đội từ trung tá xuống đại úy, đồng thời phải viết một bản kiểm điểm và bị cách chức giám đốc Nhà xuất bản Văn học; còn cuốn Vào đời thì bị thu hồi. Đa số nguồn ghi nhận ông đã chuyển về làm cho Tổng cục Thủy sản, nhưng theo báo Việt Luận ông bị buộc phải đi lao động cải tạo ở bến Chương Dương một thời gian, công việc là khuân và kéo gỗ về nhà máy. Án kỷ luật từ vụ Vào đời cũng được cho là lý do chính khiến mối quan hệ của Hà Minh Tuân với người vợ đầu tiên tan vỡ. Trưởng ban Tổ chức trung ương Lê Đức Thọ sau này đã dẫn trường hợp của Vào đời ra làm tiền đề cho Vụ án Xét lại Chống Đảng.
Trong suốt nhiều thập kỷ hậu sự kiện trên, tiểu thuyết vẫn bị chính quyền coi như một cuốn sách xấu: bằng chứng là có các nhà văn đã đề cập đến tình tiết nhân vật của mình do khen ngợi hay lưu giữ cuốn sách mà bị thải hồi hoặc bị bắt đi lao động cải tạo. Nhờ những cải cách trong Đổi Mới của nhà nước và Cởi Mở về văn học mà cuối cùng Vào đời đã được tái bản năm 1991. Điều này được thực hiện thể theo nguyện vọng của nhà văn Hà Minh Tuân, chỉ một năm trước khi ông qua đời vào 1992. Nhà văn Như Phong – người đầu tiên và nhiệt tình nhất phê bình Vào đời – là người đã cho in lại tiếu thuyết này. Trước đó, một thời gian sau khi Như Phong lên nhậm chức giám đốc Nhà xuất bản Văn học (1965), ông đã giúp đưa Hà Minh Tuân trở lại cơ quan cũ và làm trợ lý của mình từ năm 1975. Như Phong cũng tạo điều kiện cho Hà Minh Tuân xuất bản truyện dài Vẻ đẹp bình dị (1977) – là tác phẩm cuối cùng trong sự nghiệp của tác gia.
Vào đời sau này được coi là sáng tác "để đời" của Hà Minh Tuân, không chỉ đem về cho nhà văn Giải thưởng Cống hiến Hội Nhà văn Việt Nam năm 2017 mà còn đưa ông vào danh sách đề cử Giải thưởng Nhà nước năm 2020.